# Benedict Móric
Benedict Móric, Moriz, Moritz (Kismarton, 1835. július 6. – Bécs, 1920. április 14.) osztrák orvos, tanár.

## Pályafutása
Bécsben tanult Hyrtl Józsefnél és Karl von Rokitanskynál s amikor 1859-ben orvosi diplomát kapott, az olasz harctérre ment önkéntes orvosnak. Mikor hazatért, egyetemi magántanár lett  elektroterapeutikából, később a neuropatológiából is. 1866-ban a porosz–osztrák–olasz háborúban is részt vett, 1868-ban pedig a neurológiából katedrát kapott, jóllehet az osztrák demokrata párt szervezése részben az ő műve volt. Szakmájában ekkor már világhírű volt, emellett pedig a pszichológia és antropológia, továbbá az ezeken alapuló modern kriminológia terén korszakalkotó kutatásokat végzett. 
Kiterjedt tudományos munkásságát a következő nagyobb alkotások jelzik: Electrotherapie (1868); Nervenpathologie und Elecrotherapie (1874–1875); Seelenkunde des Menschen (több nyelvre lefordítva, több kiadásban); Hypnotismus und Suggestion (ugyanúgy), Kranio-metrie und Kephalometrie (franciául is, 1888); Anatomische Studien an Verbrechergehirnen (1876, angolul is); Experimentelle Studien über die Wirkung von Jod aufs Nervensystem (1861) Beiträge zur neuropathologischen Casuistik (Deutscher Archiv f. Klinische Med. IX. XIII.); Zur pathologischen Anatomie der Lyssa (1874); Zur Lehre des Raubtiertypus am menschlichen Gehirne (1876); Der Hinterhauptstypus der Säugetiere (1877); Zur Frage des Vierwindungstypus (1880); Über Katalepsie und Mesmerismus (1880); Zur Lehre von der Localisation der Gehirnfunctionen (1883); Über einige Grundformeln des neuropathologischen Denkens (1886); Studien über Augenmuskellahmungen. (Gráfe's Archiv X.) Ezenkívül számos tanulmánya jelent meg szaklapokban a szem- és fülideggyógyászat köréből s emellett a fizika terén is kitűnt. A bécsi Akadémia Sitzungsberichte-iben jelentek meg: Über die Änderung des Magnetismus durch Reibungselectricität; Über die Abhängigkeit des elektrischen Legitunsuider-standes von der Grösse und Dauer des Stromes. Külföldi, angol és francia folyóiratokba esztétikai és dramaturgiai tanulmányokat is írt. Ilynemű munkája: Studien über oesterreichische dramatische Dichter (1854). 
Egyik első előharcosa volt a női jogok kiterjesztésének és első elnöke volt a Verein für die erweiterte Frauenbildungnak. Számos egyetem tiszteletbeli doktora és még több orvostudományi akadémia tagja volt Európában és az Amerikai Egyesült Államokban. Még magas korában is jelentékeny munkákat írt, így: Kristallisation und Morphogenesis (1904); Physiologie und Pathologie der Zirkulation und ihrer Organe (1907). Értékes életét ő maga rajzolja: Aus meinem Leben (1906) című memoárjaiban.